# 维埃纳河畔武讷伊
維埃納河畔武讷伊（法語：Vouneuil-sur-Vienne，法語發音：[vunœj syʁ vjɛn]）是法国新阿基坦大区维埃纳省的一个市镇，属于沙泰勒罗区。

## 地理
维埃纳河畔武讷伊（46°43'1"N, 0°32'24"E）面积36.8 平方千米，位于法国新阿基坦大区维埃纳省，该省份为法国中西部省份，北起曼恩-卢瓦尔省和安德尔-卢瓦尔省，西接德塞夫勒省，南至夏朗德省，东南接上维埃纳省，东临安德尔省。
与维埃纳河畔武讷伊接壤的市镇（或旧市镇、城区）包括：阿瓦耶昂沙泰勒罗、博讷伊马图尔、维埃纳河畔瑟农、蒙图瓦龙、楠特雷、博蒙-圣西尔。

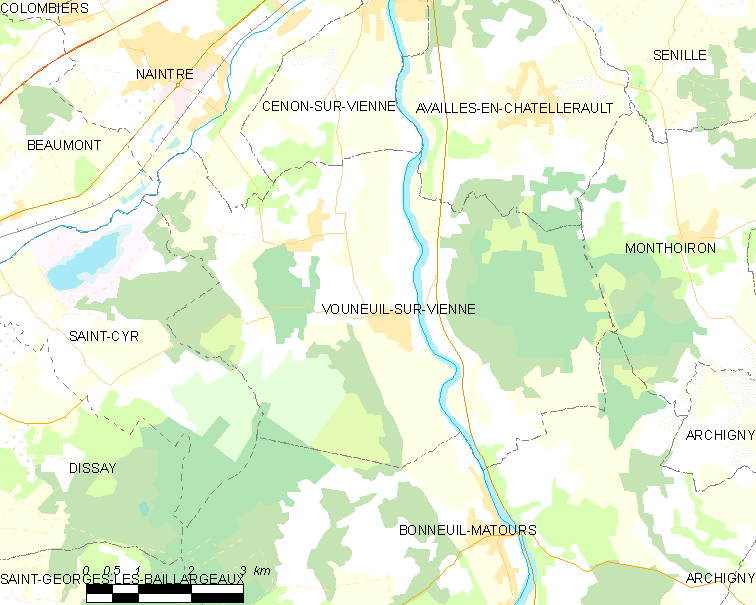
维埃纳河畔武讷伊的OSM定位图

维埃纳河畔武讷伊的时区为UTC+01:00、UTC+02:00（夏令时）。

## 行政
维埃纳河畔武讷伊的邮政编码为86210，INSEE市镇编码为86298。

## 政治
维埃纳河畔武讷伊所属的省级选区为绍维尼县。

## 人口

1962-2008年间维埃纳河畔武讷伊人口变化图示

维埃纳河畔武讷伊于2022年1月1日时的人口数量为2278人。